# Bendigo
Bendigo è una città situata nel centro dello Stato di Victoria, Australia, ubicata approssimativamente a 131 chilometri da Melbourne. Bendigo ha una popolazione urbana di 103.034 abitanti. 
La città è sede del campus regionale della La Trobe University.